# Spermacoce ivorensis
Spermacoce ivorensis là một loài thực vật có hoa trong họ Thiến thảo. Loài này được Govaerts miêu tả khoa học đầu tiên năm 1996.